# Tourville (frégate)
Pour les autres navires du même nom, voir Tourville (navire).
Le Tourville (indicatif visuel D610) est une frégate anti sous-marine du type F67 (le nombre 67 correspondant à l’année 1967, durant laquelle le projet de construction de ces frégates fut lancé) de la Marine nationale française. Trois bâtiments de ce type ont été construits à cette époque : le Tourville, le Duguay-Trouin (désarmé le 13 juillet 1999) et le De Grasse (désarmé le 5 septembre 2013).

## Historique
Le Tourville est lancé en 1972 et admis au service actif le 14 juin 1975. Son indicatif visuel est D610. Il en est retiré le 16 juin 2011 puis définitivement désarmé le 10 novembre 2011, il a été amarré sur coffre au Cimetière des navires de Landévennec, près de Brest en décembre 2012. Il sert de brise-lames à Lanvéoc-Poulmic depuis octobre 2014 en l'attente de sa déconstruction.
La frégate Tourville est parrainée par l'ordre souverain de Malte

## Armement et équipements
Ces navires ont subi de nombreuses modifications au cours de leur carrière.
Le Tourville était équipé :
- d'un système Crotale antiaérien courte portée (13 km) : 8 missiles sur rampe et 18 en réserve ;
- de 6 rampes de missiles MM38 Exocet, pour la lutte anti navire (Portée 40 km) ;
- d'une rampe de missile porte-torpille Malafon jusqu'en 1994 : 13 engins ;
- de 2 tourelles de 100 mm modèle 1968, pièce d'artillerie la plus utilisée dans la marine française ; peut être utilisée contre des cibles aériennes, maritimes, ou terrestres (portée maxi : 17 km) ;
- de 2 canons de 20 mm antiaériens ;
- de 4 mitrailleuses Browning M2 de 12,7 mm (utilisées pour tir de barrage, tir de sommation...) ;
- de 2 berceaux pour torpilles anti sous-marine L5 mod 4 (10 torpilles en réserve).

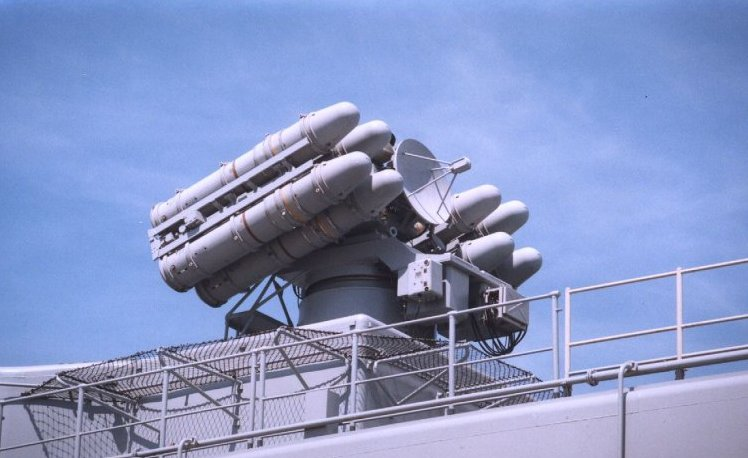
Batterie de missiles Crotale sur la frégate Tourville.

Il dispose des systèmes de détection suivants :
- 1 radar de veille Surface
- 1 radar de veille Air DRBV-26 A
- 1 radar de conduite de tir
- 2 radars de navigation
- 1 sonar de coque
- 1 sonar remorqué
- 1 dispositif d'alerte torpille.

Pour la guerre électronique :
- 1 brouilleur
- 1 intercepteur radar
- 2 lance-leurres Syllex.

Pour les transmissions, il dispose de liaisons HF, UHF, VHF et SHF ; Syracuse 2; Inmarsat.
Le navire produit environ une centaine de tonnes d'eau chaude par jour.

## Taï
Taï est un chien qui embarqua début 1973 sur la frégate. Ce chien est né en décembre 1972 à Lorient, il embarqua sur la frégate lors de sa construction. Il fut pris en charge par le maître d'hôtel du commandant, il effectua ensuite l'armement et les essais du navire. À proximité de la pointe est de l'Afrique le chien reçut sa carte d'identité militaire, en effet les marins de la frégate avaient des difficultés à faire comprendre aux autorités des ports d'escales que le chien faisait bien partie de l'équipage. Ce document fut délivré le 22 janvier 1975. Taï fut aussi baptisé par « Neptune » lors de son premier passage de « la ligne ».